# بدایون
بدائون (به انگلیسی: Budaun) یک منطقهٔ مسکونی در هند است که در شهرستان بدائون واقع شده‌است.
بدائون ۸۴ کیلومترمربع مساحت و ۱۵۹٬۲۲۱ نفر جمعیت دارد و ۱۶۴ متر بالاتر از سطح دریا واقع شده‌است.

## پیشینه
بَدائون (بُداؤن/ بَدایون)، شهری باستانی در حدود ۵ر۱ کیلومتری رود سوت، و مرکز ناحیه‌ای به همین نام در هند می‌باشد.
مورخان محلّی نام شهر را به صورت بیدامَئون/ بَهْدائون/ بَداوَن ضبط کرده‌اند.
دربارهٔ این شهر پیش از غلبه مسلمانان در اواخر قرن ششم و افتادن آن در ۵۹۴ به دست قطب‌الدین ایبک، ولیعهد معزالدین محمد سام در هند اطلاعات کمی موجود است.